# 日本長鰭蝠魚
日本長鰭蝠魚，為輻鰭魚綱鮟鱇目棘茄魚亞目棘茄魚科的其中一種，分布於西太平洋的日本及澳洲海域，屬深海底棲性魚類，棲息深度620-1270公尺，本魚頭部相對較短，皮膚厚如皮革，且布滿許多小瘤，鰭條沒有小瘤，胸鰭與腹鰭都相當短且寬，背鰭軟條56枚，臀鰭軟條4枚，體長可達15.4公分，棲息在底層水域，生活習性不明。

## 扩展阅读
維基物種上的相關：日本長鰭蝠魚